# Re:BSM
A Pannonia Allstars Ska Orchestra 2005-ös, Budapest Ska Mood című lemezének számaiból készült remixalbum. Remixelők: Barna György, Erik Sumo, Dr. Dermot, Victor Rice, Uptown Felaz, Titusz, Anima Sound System, Jutasi, Ladánybene 27, Mr P., a Vono Box DJ-k, Lomb, ToyBox, Monchichi Potenciál.

## Számok
|     | Cím                                                 | Hossz |
| --- | --------------------------------------------------- | ----- |
| 1.  | Greed (G. Brown Gergely Mix)                        | 03:30 |
| 2.  | Ska-bah-dub (Vono Box DJs Remix)                    | 04:39 |
| 3.  | Rudie's Got A Soul (Uptown Felaz Dirt Funk Mix)     | 05:15 |
| 4.  | All Night Long (LB27 Remix)                         | 04:54 |
| 5.  | Rudie's Got A Soul (Titusz Remix)                   | 05:49 |
| 6.  | Gagarin (Toybox Remix)                              | 03:47 |
| 7.  | All Night Long (Anima Sound System Remix)           | 04:06 |
| 8.  | Waiting For Salvation (Monchichi Potenciál Version) | 04:09 |
| 9.  | Tell Me Why (Erik Sumo Flipper Mix)                 | 03:14 |
| 10. | Rudie's Got A Dub Soul (Mr. P Remix)                | 05:28 |
| 11. | Ska-bah-dub (Jutasi Remix)                          | 03:15 |
| 12. | Greed (Lomb Remix)                                  | 03:01 |
| 13. | Dub System (Victor Rice Dub Mix)                    | 03:57 |
| 14. | Greed (Dr. Dermot Dub Mix)                          | 04:30 |